# Partido de Campeonato de 1937 de la NFL
El Partido de Campeonato de 1937 de la National Football League fue el quinto partido de campeonato anual y se llevó a cabo el 12 de diciembre de 1937 en el Wrigley Field en Chicago. La asistencia fue de 15,870 espectadores. El partido presentó a los campeones de la División Oeste, los Chicago Bears (9-1-1), y a los campeones de la División Este, los Washington Redskins (8-3). 

## Sumario de las anotaciones
- Primer Cuarto
  - WAS- Acarreo de Battles de 7 yardas (punto extra de Smith) Redskins 7-0.
  - CHI- Acarreo de Manders de 10 yardas (punto extra de Manders) Chicago 7-7.
  - CHI- Pase de Masterson a Manders de 37 yardas (punto extra de Manders) Chicago 14-7.
- Segundo Cuarto
  - sin anotaciones.
- Tercer Cuarto
  - WAS - Pase de Baugh a Millner de 55 yardas (punto extra de Smith) Redskins 14-14
  - CHI- Pase de Masterson a Manske de 4 yardas (punto extra de Manders) Chicago 21-14.
  - WAS - Pase de Baugh a Millner de 78 yardas (punto extra de Smith) Redskins 21-21.
  - WAS - Pase de Baugh a Justice de 35 yardas (punto extra de Smith) Redskins 28-21.
- Cuarto Cuarto
  - sin anotaciones.

| Predecesor: 1936 | Partido de Campeonato de la NFL 1937 | Sucesor: 1938 |